# Завоевание Мексики
Завоевание Мексики — крупнейшая военная кампания Испании в ходе колонизации Америки. Она началась в феврале 1519 года, вскоре после того, как в 1517 году испанцы открыли побережье Юкатана. Экспедиция Эрнана Кортеса высадилась на острове Косумель, затем в устье реки Табаско, затем около современного Веракруса, откуда начала наступление на столицу ацтеков, Теночтитлан. 8 ноября 1519 года испанцы в союзе с тласкаланцами захватили город. После этого Кортес вернулся в Веракрус, оставив в Теночтитлане Педро де Альварадо, и в его отсутствие в городе вспыхнуло восстание, и испанцам едва удалось покинуть город. При отступлении они разбили армию ацтеков в сражении при Отумбе. Через год Кортес вернулся к Теночтитлану и взял город штурмом. Разгром империи ацтеков позволил испанцам заложить основу их владений в Новом свете и создать Вице-королевство Новая Испания, которое впоследствии стало государством Мексика.

## Начальный период завоевания

### Открытие Юкатана
Губернатор Кубы, Диего Веласкес де Куэльяр, прибывший в Новый Свет с Колумбом в 1493, в 1519 снарядил флот для завоевания Мексики и поставил во главе экспедиции человека, пользовавшегося уважением солдат, Эрнандо Кортеса (1485 – 2 декабря 1547). Он был неоднозначной фигурой, «видным идальго» из Эстремадуры, щёголем и мотом, юристом по образованию, но конкистадором по призванию, который успел поработать чиновником и даже стать мэром города Сантьяго-де-Куба. Диего Веласкес, согласно ЭСБЕ: «поручил молодому Фернанду Кортесу, который помог ему при взятии Гаваны, отправиться в поход для завоевания Мексики и дал ему средства для этой экспедиции; но скоро он раскаялся в своем выборе, ибо Кортес не только отказал ему в участии в выгодах экспедиции, но даже разбил его лейтенанта Памфила Нарваэса. В письме, адресованном в Мадрид, губернатор Кубы горько жаловался на поступки Кортеса; но на его жалобы не обратили внимания, и он потерял всякое политическое влияние».

### Захват Косумеля

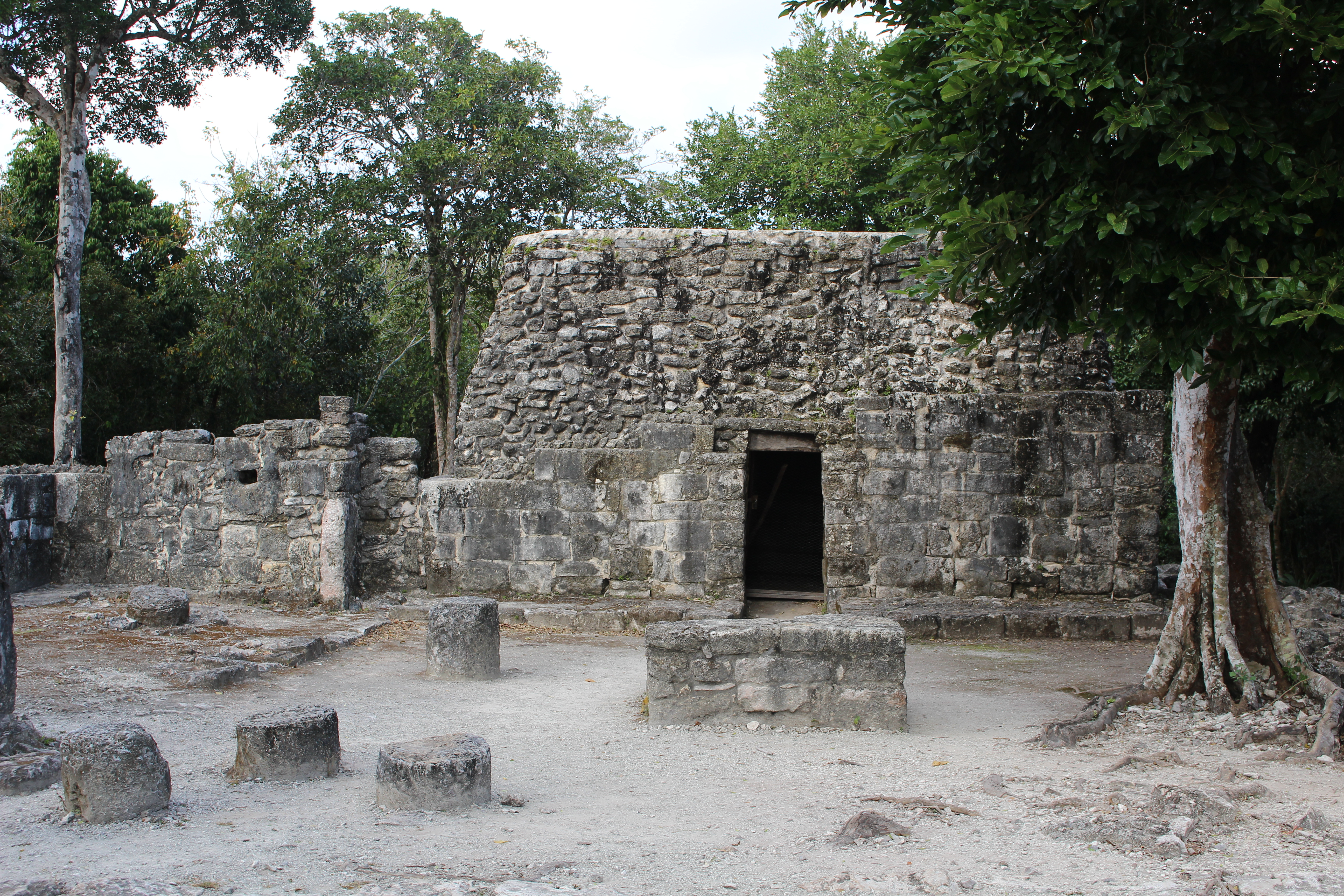
Развалины майанского храма на острове Косумель

10 февраля 1519 года Антонио Аламинос повел к Юкатану девять кораблей Кортеса с 600 солдатами. Экспедиция высадилась на острове Косумель. Кортес прибыл на остров последним, и обнаружил, что за короткое время пребывания на острове Педро де Альварадо успел так запугать туземцев, что они бежали во внутренние районы острова. Кортес публично отчитал Альварадо и отправил двух пленных индейцев с поручением передать остальным о мирных целях его прибытия. Переговоры подействовали и индейцы начали возвращаться в дома. Вслед за этим Кортес отправил Диего де Ордаса на поиски испанцев, попавших в плен несколько лет назад во время кораблекрушения, а сам отправился в путешествие по острову.
Остров оказался бедным и слабо населённым, но со следами некогда существовавшей цивилизации. В одном храме он обнаружил изображение креста, что породило несколько ложных теорий о происхождении индейцев. В то же время Кортес обнаружил на острове признаки идолопоклонства и человеческих жертвоприношений, что крайне возмутило его, и он решил уговорить индейцев сменить веру: этим занялись лиценциат Хуан Диас и падре Бартоломе де Ольмедо. Они попытались убедить индейцев отказаться от идолопоклонства и разрешить испанцам уничтожить статуи идолов, но индейцы боялись, что боги отомстят им. Кортес решил действовать радикально, и приказал сбросить статуи богов со ступень храма. На месте статуй был построен алтарь и установлено изображение Девы Марии, а падре Ольмедо провёл первую мессу в истории Мексики.

### Высадка у реки Табаско
Первая схватка с индейцами произошла на южном берегу залива Кампече в стране Табаско. Сломив сопротивление местного населения, Кортес послал три отряда внутрь страны. Встретив крупные военные силы, они отступили с большим уроном. Кортес вывел против наступающих туземцев все войско. Индейцы сражались с большой отвагой и не боялись даже пушек и коней. Тогда Кортес ударил с тыла своим небольшим кавалерийским отрядом.
От Табаско флотилия прошла до о. Сан-Хуан-де-Улуа. 21 апреля испанцы высадились на берег материка и, чтобы обеспечить тыл, построили город Веракрус. У испанцев было огромное преимущество перед мексиканцами: огнестрельное оружие, железные доспехи, боевые кони. Но людей было так мало, что поход против многолюдной страны казался безнадежным. Тем не менее, власть ацтеков в регионе была непрочной, покорённые ими народы искали пути освобождения от завоевателей. Кортес привлёк на свою сторону обещаниями, подкупом, угрозами вождей окраинных народностей. Так, проводником Кортеса была дочь вождя одного из покоренных племён, Малинче.

## Теночтитлан
У ацтеков бытовал тольтеский по происхождению миф о белом бородатом боге из-за моря, Кетцалькоатле. Некоторые ацтекские жрецы, а с ними и народ, считали, что Кортес, светлокожий бородатый человек, закованный в латы и ведущий странных всадников (человек и лошадь воспринимались местным населением как единое целое), — это Кетцалькоатль, спустившийся с небес. Но император Монтесума (Мотекусома) II считал иначе. Волхвы предрекли крушение его империи, и он верил, что предсказания начали сбываться.

Божество древней Америки Кетцалькоатль.

Монтесума, верховный вождь ацтеков, пытался подкупить испанцев, чтобы они отказались от похода на его столицу. Но чем больше он дарил конкистадорам золота и драгоценностей, тем сильнее они стремились овладеть Теночтитланом. Монтесума действовал нерешительно, и наконец решил впустить испанцев в столицу. От имени Монтесумы Кортес стал самовольно распоряжаться по всей стране. Он заставил вождей ацтеков присягнуть испанскому королю, а затем потребовал от них уплаты дани золотом. Испанцы обнаружили клад Монтесумы, который был так велик, что на его осмотр ушло три дня. После раздела добычи Кортес получил львиную долю клада.
В это же время Веласкес послал в Веракрус эскадру Нарваэса из 18 кораблей с целью захватить «живыми или мёртвыми» Кортеса и его солдат. Однако Нарваэс, потерявший в бою глаз, был взят в плен и закован в кандалы. Его офицеры и солдаты, подкупленные Кортесом, сдались. Пока Эрнан Кортес находился вдали от Теночтитлана, выясняя отношения с Нарваэсом, в городе произошли значительные события.
Ацтеки готовились проводить очередной праздник в честь бога войны Уицилопочтли. Люди Альварадо, который остался вместо Кортеса во главе испанского отряда, видимо, подозревая ацтеков в намерении напасть на них или желая завладеть их драгоценностями, набросились на ацтеков (по другой версии были атакованы ими) и учинил резню, перебив множество представителей местной знати, что немедленно вызвало восстание в Теночтитлане. Альварадо и его воины продержались во дворце неделю до возвращения Кортеса.
Кортес вернулся со своими солдатами и с воинами Нарваэса. У него теперь было около 1300 пеших и 97 конных, а также 80 арбалетчиков и 80 аркебузиров. Ацтеки прекратили активные действия, решив одолеть конкистадоров измором. Находясь в центре города, в царском квартале, испанцы по сути находились в окружении. В ходе осады погиб Монтесума II (по одной версии, он был убит ацтеками, которые сочли его предателем, по другой – испанцами). Втягиваться в уличные бои было бы для испанцев верной гибелью. Кортес решил покинуть город ночью. Мосты на дамбах были разобраны ацтеками, но испанцы соорудили из подручных материалов (дерево из царских построек) переносные настилы для сооружения переправ. И вот ночью колонна испанцев по дамбе стала покидать Теночтитлан. Авангард возглавлял Гонсало де Сандоваль, центр возглавлял Эрнан Кортес, арьергард — Педро де Альварадо. Всё происходило организованно, но отход заметил один из наблюдателей на лодке. Была объявлена тревога, и ацтеки на лодках атаковали испанцев. Мужество арьергарда, возглавляемого Альварадо, спасло от гибели отряд Кортеса. Но из полутора тысяч воинов около 800 было убито, несколько десятков были схвачены и на глазах своих товарищей принесены в жертву — им вырвали сердца. Эту ночь испанцы с тех пор стали называть «Ночью печали».

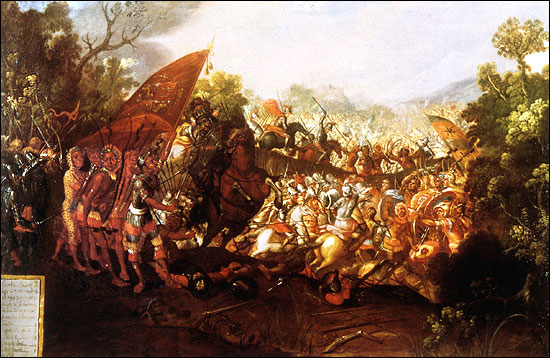
Битва при Отумбе на картине XVII века

Отряд Кортеса, кроме людей, потерял большинство лошадей (осталось 26 раненых лошадей), некоторых лошадей тоже приносили в жертву. Отряд лишился пушек, пороха и практически всего золота из клада в царском дворце. Почти все воины были ранены. 
Как уверяют испанцы, на поле около селения Отумба их ждали огромные силы ацтеков во главе с Сиуакой, которым они неожиданно учинили полный разгром. По сообщению же Фернандо де Альбы Иштлильшочитля, сражение шло между начавшими было преследование Кортеса ацтеками и войсками брата правителя Тескоко Иштлильшочитля, а испанцев встретили союзные им тлашкаланцы. По-видимому, испанцы также сразились с каким-то из ацтекских отрядов, впоследствии изобразив бой с ним как эпическую победу над огромной армией. 22 дня люди Кортеса отдыхали и набирались сил в Тлашкале. 
Кортес не оставил мысли об овладении Теночтитланом. Он решил построить 12 бригантин, оснастив их пушками. Разобрать корабли и, используя индейцев-носильщиков, перебросить их в глубь страны. А в водах омывающих Теночтитлан соленого озера Тескоко надо было вновь собрать корабли. Вождь тлашкалтеков обещал и дал необходимое количество индейцев-носильщиков. Он готов был дать и 10 тысяч носильщиков, но понадобилось лишь 8 тысяч. Корабли построили, разобрали, перебросили (13 бригантин) и вновь собрали у Теночтитлана. Началась осада Теночтитлана.

## Падение Теночтитлана
Овладеть городом предполагалось после полного окружения, прорвавшись по трём дамбам.
Мосты на дамбах были разобраны, их ещё дополнительно разрушили во многих местах. Наступающим предстояло под градом стрел и копий восстановить дамбы и по ним прорваться совместно с союзниками-индейцами в город.
Наступление началось 13 мая 1521 года.
Три штурмовые колонны возглавлялись Педро де Альварадо, Кристобалем де Олида, Гонсало де Сандовалем. Эрнан Кортес осуществлял общее руководство, находясь на одной из бригантин.
Ацтеки умело противодействовали флоту. Они по ночам на лодках патрулировали вдоль дамб и вбивали сваи (которые были скрыты водою, но должны были пробивать борта напоровшимся бригантинам). Вскоре одна из 13 бригантин напоролась на такую сваю и была разобрана испанцами, а её пушки были перенесены на другие суда. С той поры отряды на трёх дамбах поддерживали по 4 бригантины, которые вынуждены были находиться на почтительном расстоянии. Бои на дамбах продолжались три месяца днём и ночью. Кульминацией этих боёв был трагический для испанцев эпизод. Один из отрядов, которым к тому времени командовал Кортес, сошедший с бригантины на сушу, ацтеки заманили в ловушку. В бою погибло до 15 конкистадоров и более 50 попало в плен. На протяжении следующих десяти дней они были принесены в жертву богу войны Уицилопочтли. Некоторые из союзников-индейцев покинули Кортеса. Но испанцы продолжали удерживать дамбы, отражая интенсивные атаки ацтеков. 

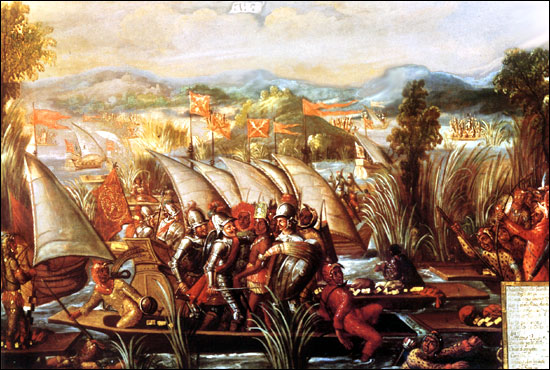
Захват последнего императора ацтеков Куаутемока

Когда вернулись в большинстве своем те из индейцев, кто недавно ушёл от Кортеса, начались бои в городе. Они продолжались три дня. Пирамида, на которой вырванные сердца подносили богу войны Уицилопочтли (так называемый Большой Теокалли), была взята штурмом отрядом Педро де Альварадо. Вот как писал об этом королю Испании, Карлу V, Э. Кортес: «Из нашего лагеря, мы увидели клубы дыма на двух башнях [святилищах-башенках на главной пирамиде храма Тлателолько], самых высоких, которые были в Тлателолько — у торговой площади, и не сразу поняли, что произошло, поскольку дыма было гораздо больше, чем при воскурении, обычно совершаемом индейцами своим идолам, и мы догадались, что это люди Альварадо прорвались туда, и хотя это была правда, нам не верилось. И точно, в тот день Педро де Альварадо со своими людьми совершил этот подвиг».
13 августа 1521 года Гонсало де Сандоваль и его оруженосец Гарсия Ольгуин захватили в плен последнего тлатоани Теночтитлана (императора ацтеков) — Куаутемока. Теночтитлан пал. Империя ацтеков перестала существовать, ее столица, один из красивейших городов мира, был вскоре полностью разрушен.

## В культуре
Завоевание Мексики показано в сериале «Эрнан» (2019).